# Novosedly (district de Strakonice)
Pour les articles homonymes, voir Novosedly.
Novosedly (jusqu'en 1924 : Nevosedy ; en allemand : Newosed) est une commune du district de Strakonice, dans la région de Bohême-du-Sud, en République tchèque. Sa population s'élevait à 345 habitants en 2020.

## Géographie
Novosedly se trouve à 9 km à l'ouest de Strakonice, à 60 km au nord-ouest de České Budějovice et à 102 km au sud-ouest de Prague.
La commune est limitée par Horní Poříčí au nord, par Katovice à l'est, par Pracejovice et Kraselov au sud, et par Štěchovice et Kladruby à l'ouest.

## Histoire
La première mention écrite du village date de 1227.

## Administration
La commune se compose de trois quartiers :
- Koclov
- Novosedly
- Sloučín